# 石積み

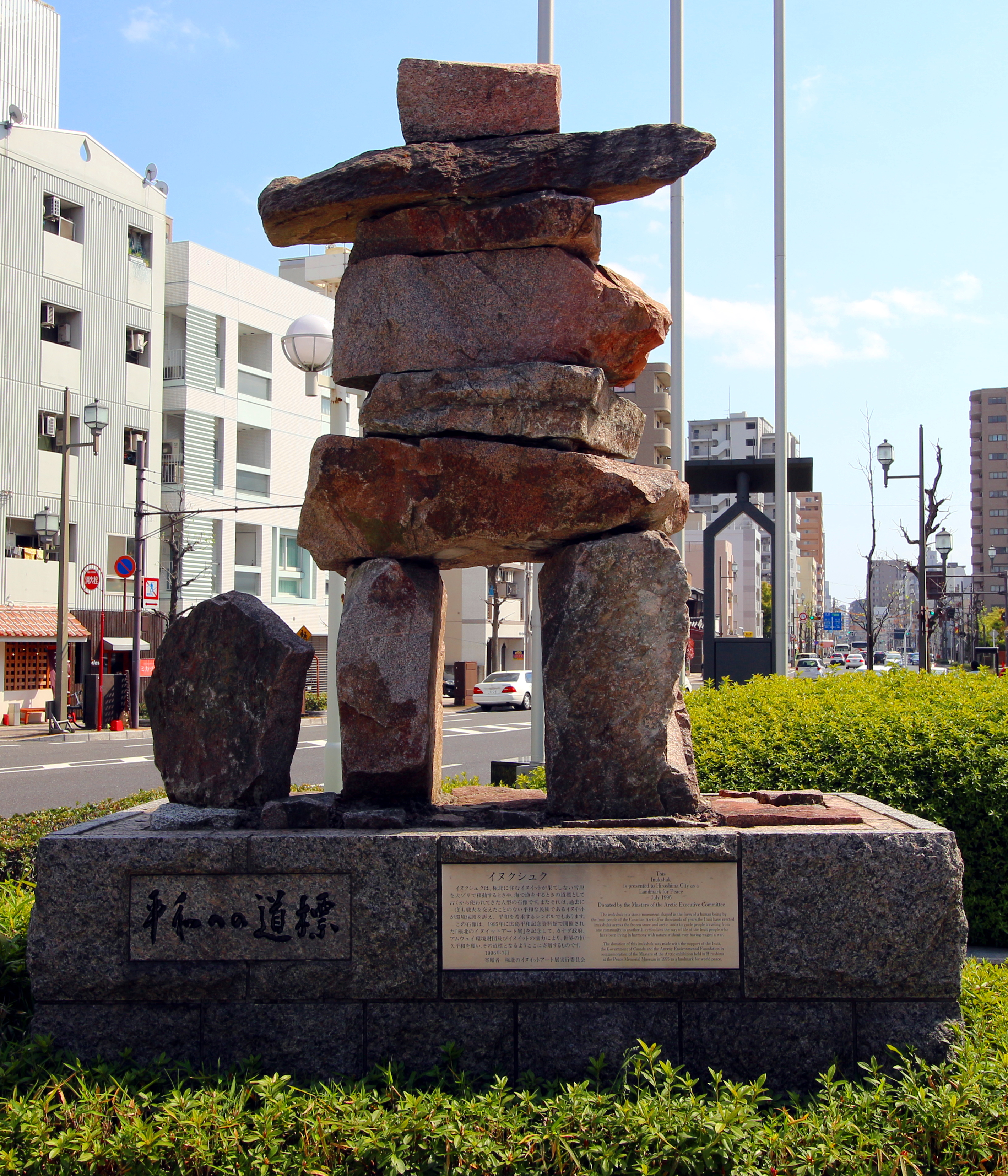
イヌイットが雪原でも道がわかるように作る道標イヌクシュク。画像は、カナダ政府・アムウェイ環境財団、イヌイットの協力によって広島に「世界の恒久平和を願いその道標となるように」として寄贈された作品

石積み（いしつみ）とは、石を積んだ構造物、もしくは石を積む作業のことである。
石垣や石組などのほか、道標や子供の遊びとしても行われる。
また、船の積載量を石積とも呼ぶ。

## 石積み構造物
石と石との組み合わせだけで組み上げる構造を空石積みという。モルタルやコンクリートを組み合わせた構造は練石積みという。練石積みでも石の組み合わせなどが考慮されていないと、経年劣化で石が脱落するため、熟練の技術が必要とされる。

## ロックバランシング（ストーンバランシング）
石をバランスを考えて積むアートをロックバランシング、ストーンバランシングという。

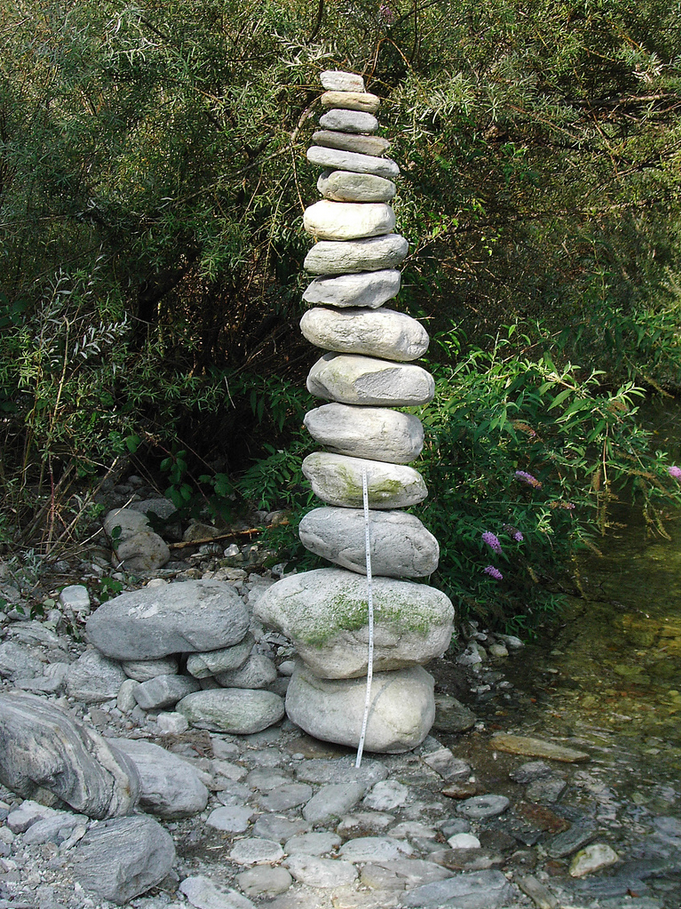
積み上げられた作品
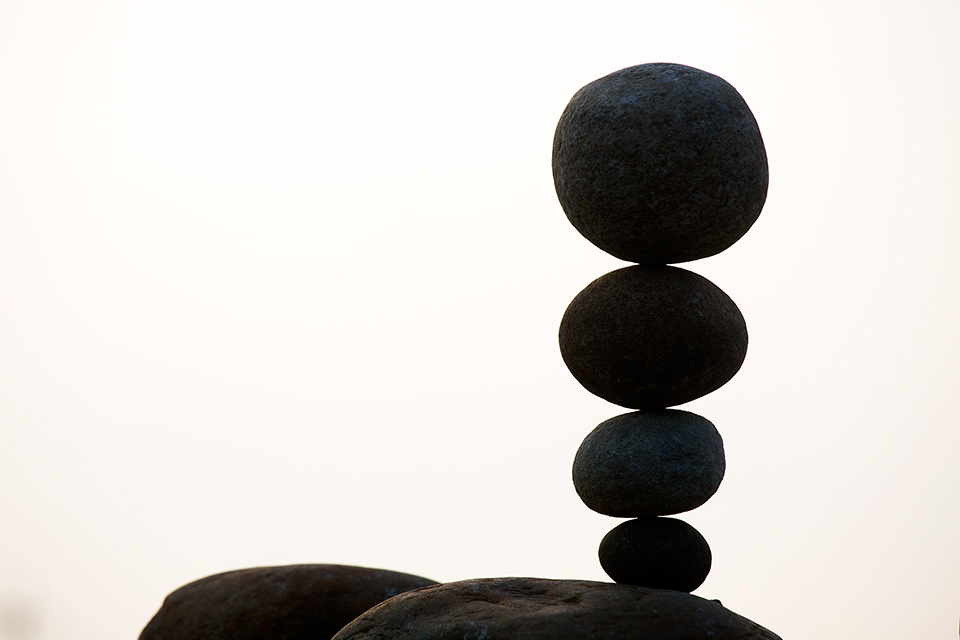
大きさを徐々に大きくして上に積み上げた作品
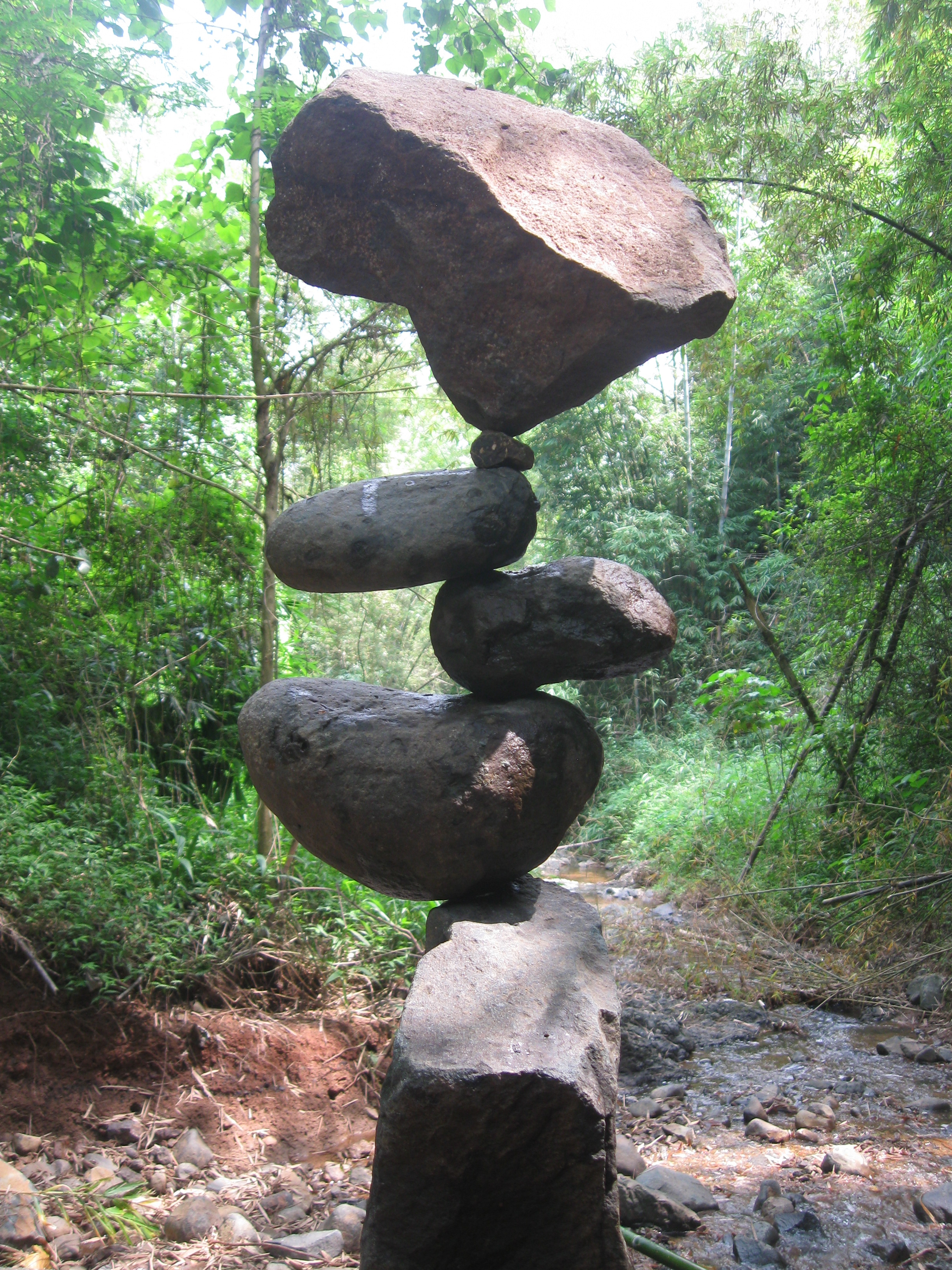
非対称に積み上げられた作品
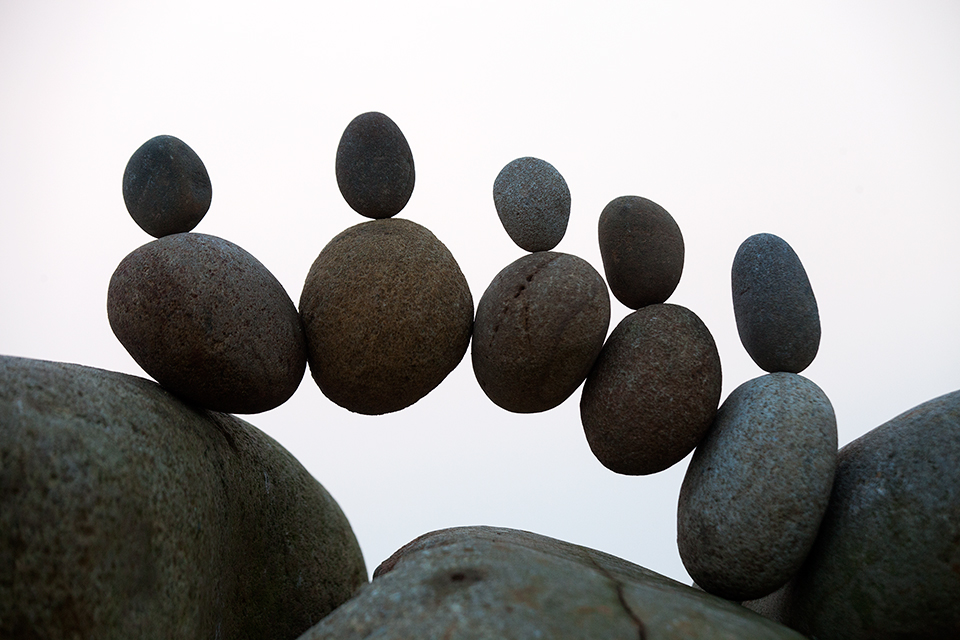
石のアーチ
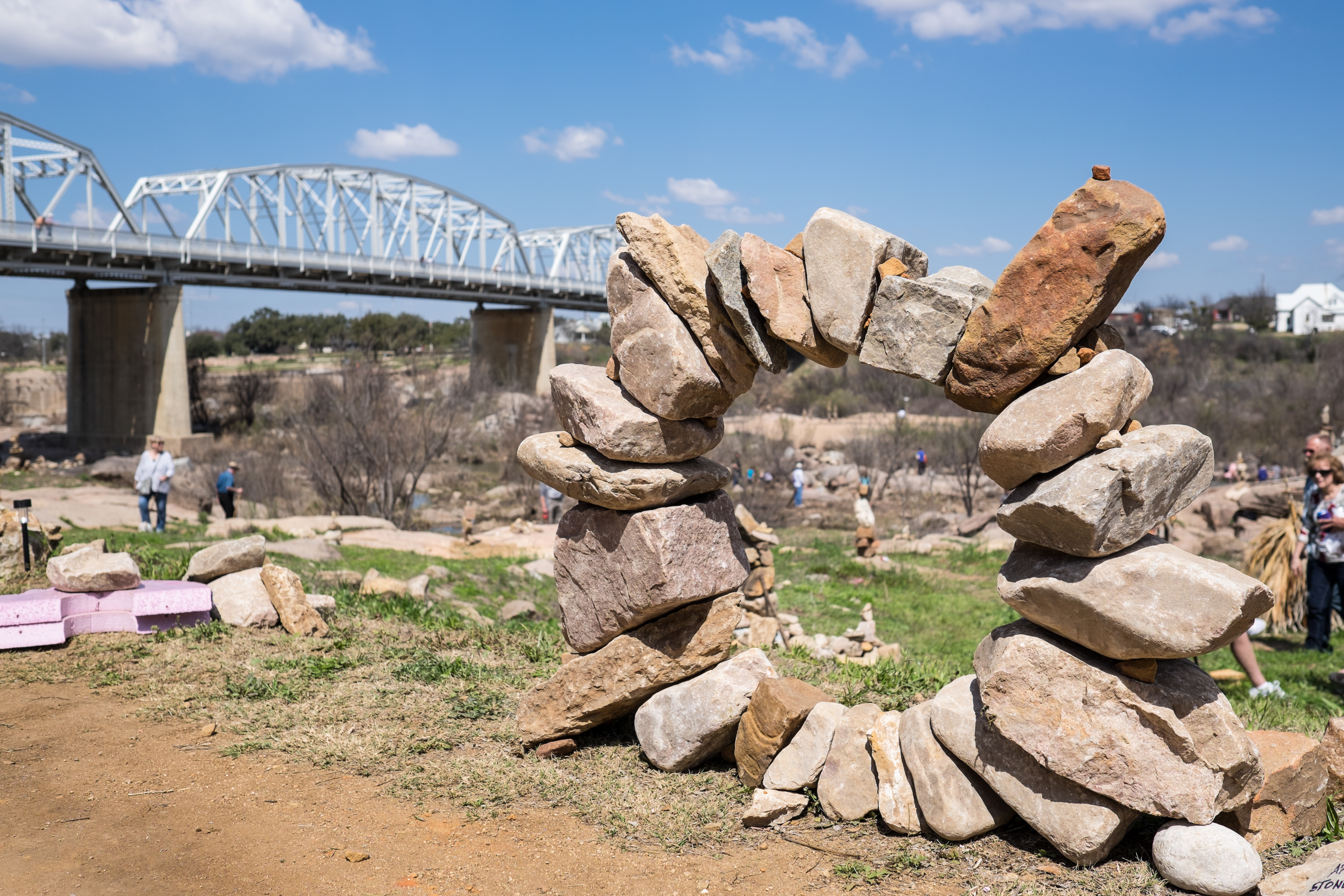
2014 Rock Stacking World Championshipの作品